# Bias (Landes)
Pour les articles homonymes, voir Bias.
Bias est une commune du sud-ouest de la France, située dans le département des Landes en région Nouvelle-Aquitaine.

## Géographie

### Localisation
Commune située dans la forêt des Landes sur la route nationale 652 entre Mimizan et Lit-et-Mixe.

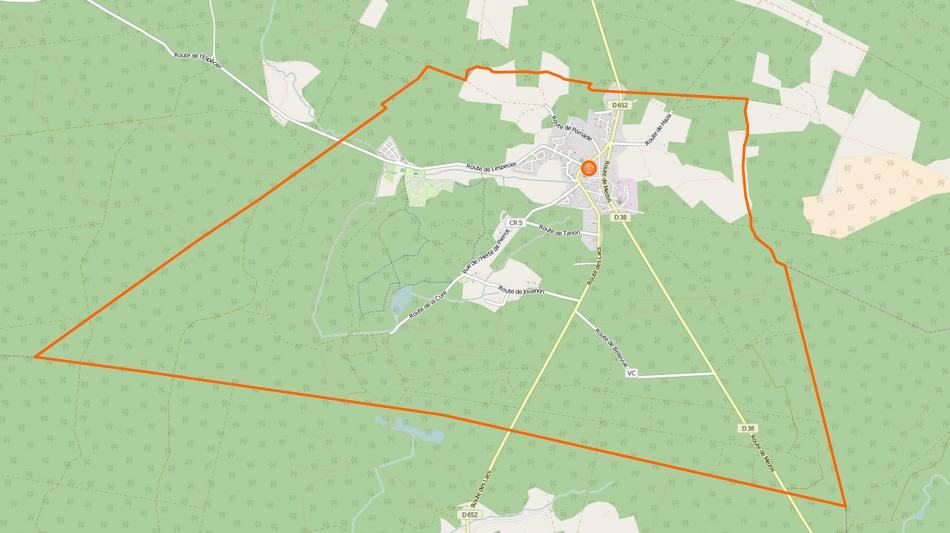

### Communes limitrophes
Les communes limitrophes sont Mézos, Mimizan et Saint-Julien-en-Born.
|  | Mimizan              |       |
|  | Bias                 | Mézos |
|  | Saint-Julien-en-Born |       |

### Hydrographie
L'étang de Bourg le Vieux est sur la commune. Son exutoire est le ruissseau de Tirelagüe.

### Climat
Pour des articles plus généraux, voir Climat de la Nouvelle-Aquitaine et Climat des Landes.
Historiquement, la commune est exposée à un climat océanique aquitain.  
En 2020, Météo-France publie une typologie des climats de la France métropolitaine dans laquelle la commune est exposée à un climat océanique et est dans la région climatique  Littoral charentais et aquitain, caractérisée par une pluviométrie élevée en automne et en hiver, un bon ensoleillement, des hiver doux (6,5 °C), soumis à la brise de mer.
Pour la période 1971-2000, la température annuelle moyenne est de 13,2 °C, avec une amplitude thermique annuelle de 13,3 °C. Le cumul annuel moyen de précipitations est de 1 144 mm, avec 13 jours de précipitations en janvier et 7,7 jours en juillet. Pour la période 1991-2020, la température moyenne annuelle observée sur la station météorologique la plus proche, située sur la commune de Biscarrosse à 28 km à vol d'oiseau, est de 14,6 °C et le cumul annuel moyen de précipitations est de 851,5 mm,. Pour l'avenir, les paramètres climatiques de la commune estimés pour 2050 selon différents scénarios d’émission de gaz à effet de serre sont consultables sur un site dédié publié par Météo-France en novembre 2022.

## Urbanisme

### Typologie
Au 1er janvier 2024, Bias est catégorisée commune rurale à habitat dispersé, selon la nouvelle grille communale de densité à sept niveaux définie par l'Insee en 2022.
Elle est située hors unité urbaine. Par ailleurs la commune fait partie de l'aire d'attraction de Mimizan, dont elle est une commune de la couronne,. Cette aire, qui regroupe 5 communes, est catégorisée dans les aires de moins de 50 000 habitants,.

### Occupation des sols

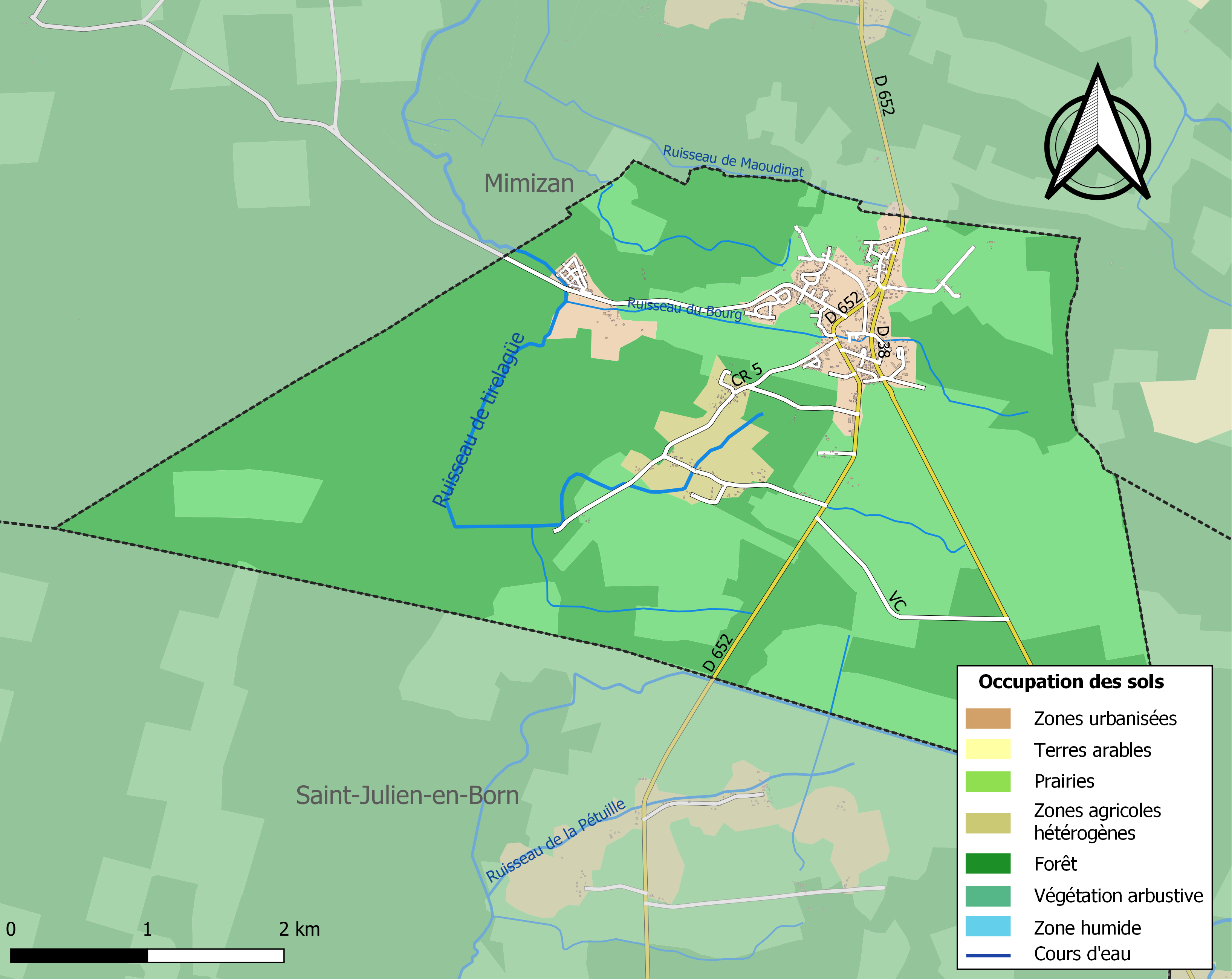
Carte des infrastructures et de l'occupation des sols de la commune en 2018 (CLC).

L'occupation des sols de la commune, telle qu'elle ressort de la base de données européenne d’occupation biophysique des sols Corine Land Cover (CLC), est marquée par l'importance des forêts et milieux semi-naturels (92 % en 2018), en diminution par rapport à 1990 (94,9 %). La répartition détaillée en 2018 est la suivante : forêts (54,9 %), milieux à végétation arbustive et/ou herbacée (37 %), zones urbanisées (4 %), zones agricoles hétérogènes (2,8 %), espaces verts artificialisés, non agricoles (1,3 %). L'évolution de l’occupation des sols de la commune et de ses infrastructures peut être observée sur les différentes représentations cartographiques du territoire : la carte de Cassini (XVIIIe siècle), la carte d'état-major (1820-1866) et les cartes ou photos aériennes de l'IGN pour la période actuelle (1950 à aujourd'hui).

### Risques majeurs
Le territoire de la commune de Bias est vulnérable à différents aléas naturels : météorologiques (tempête, orage, neige, grand froid, canicule ou sécheresse), feux de forêts, mouvements de terrains et séisme (sismicité très faible). Un site publié par le BRGM permet d'évaluer simplement et rapidement les risques d'un bien localisé soit par son adresse soit par le numéro de sa parcelle.
Bias est exposée au risque de feu de forêt. Depuis le 20 avril 2016, les départements de la Gironde, des Landes et de Lot-et-Garonne disposent d’un règlement interdépartemental de protection de la forêt contre les incendies. Ce règlement vise à mieux prévenir les incendies de forêt, à faciliter les interventions des services et à limiter les conséquences, que ce soit par le débroussaillement, la limitation de l’apport du feu ou la réglementation des activités en forêt. Il définit en particulier cinq niveaux de vigilance croissants auxquels sont associés différentes mesures,.
Les mouvements de terrains susceptibles de se produire sur la commune sont des tassements différentiels.

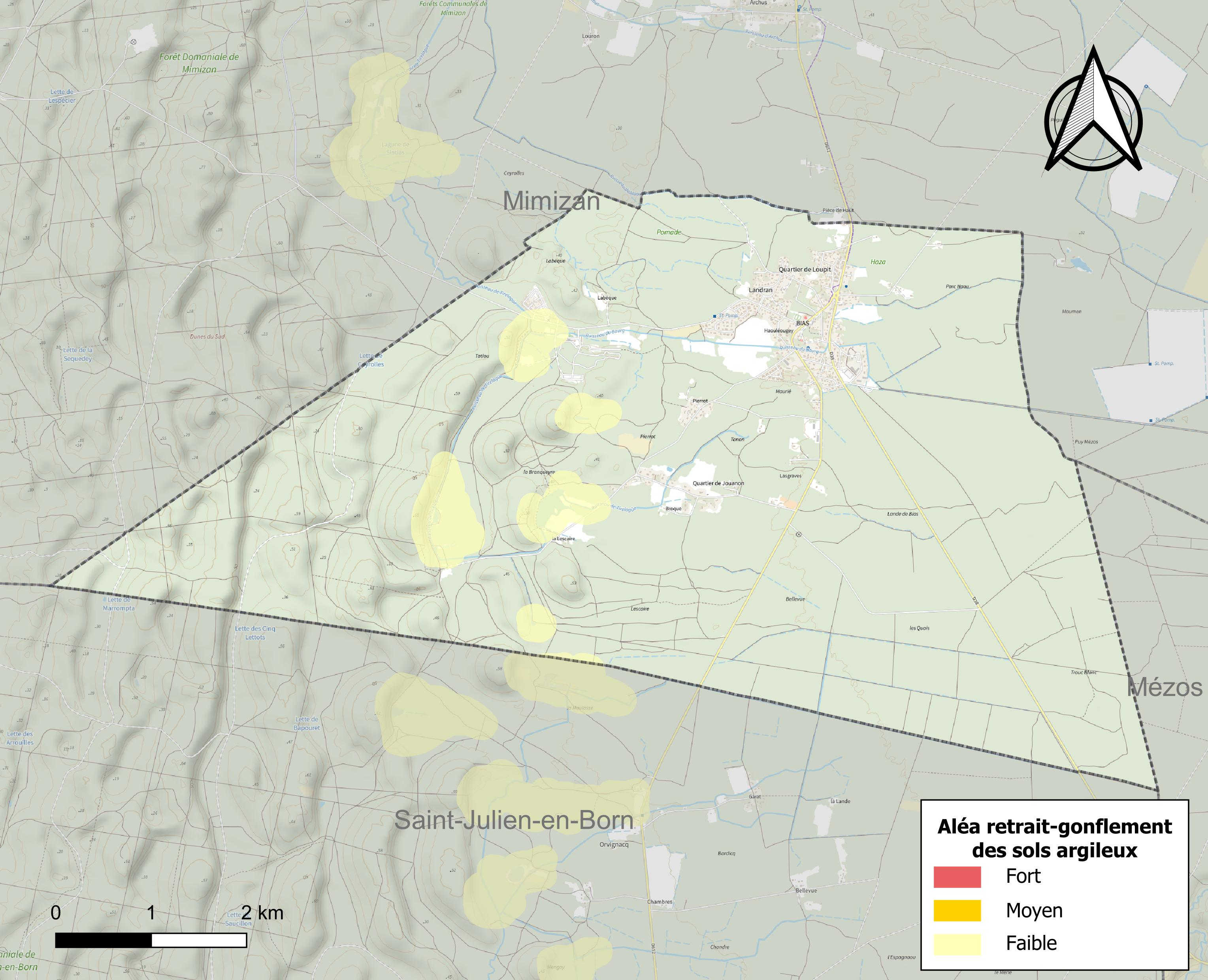
Carte des zones d'aléa retrait-gonflement des sols argileux de Bias.

Le retrait-gonflement des sols argileux est susceptible d'engendrer des dommages importants aux bâtiments en cas d’alternance de périodes de sécheresse et de pluie. Aucune partie du territoire de la commune n'est en aléa moyen ou fort (19,2 % au niveau départemental et 48,5 % au niveau national). Sur les 555 bâtiments dénombrés sur la commune en 2019, aucun n'est en aléa moyen ou fort, à comparer aux 17 % au niveau départemental et 54 % au niveau national. Une cartographie de l'exposition du territoire national au retrait gonflement des sols argileux est disponible sur le site du BRGM,.
La commune a été reconnue en état de catastrophe naturelle au titre des dommages causés par les inondations et coulées de boue survenues en 1999, 2006 et 2009 et par des mouvements de terrain en 1999

## Toponymie
Le nom de la localité est attesté sous les formes port de Byars en 1254, de Bias, de Bios in Borno en 1274, Biartz en 1311, Le Bias en 1638.
Le toponyme, d'origine aquitaine, est basé sur le radical basque behar (bearr) élargi par un suffixe locatif -tz. Sens du toponyme : chemin, route (du latin via).
La graphie occitane restituée est Biarç /bjas/.

## Histoire
Le 27 mars 1274 acte de reconnaissance du prieur de Mimizan par le Roi d’Angleterre. Sur cet acte rédigé en latin, on peut lire que le prieur de Mimizan recevait une décime des revenus de Monte Sancti Michaeli de Biars. C’est-à-dire le mont ou la montagne de Saint-Michel-de-Biars ou le mont Biars.
En 1311, les rôles Gascons indiquent que les habitants de la paroisse de Biartz doivent payer pour l’année un impôt par livre de cire.
La localité de Bias se situait à environ deux kilomètres à l'ouest de son emplacement actuel avant d'être submergée par le petit étang de Bourg le Vieux. C'est là que passait la voie romaine littorale. L'ancien bourg est abandonné par ses habitants en 1772 en raison de l'avancée du sable repoussant les eaux de l'étang. L'église primitive Saint-Michel, dépendant du prieuré Sainte-Marie de Mimizan, est démolie et reconstruite à son emplacement actuel en 1770, puis en 1904.
Le 14 juillet 2017, Julien Biremont, président du Comité des Fêtes, et Alain Cousquer, maire, ouvrent la première Feria qui se déroule sur trois jours. S'inspirant des fêtes traditionnelles de Dax, les Fêtes de Bias proposent un programme riche en animations pour un village de 750 habitants. En quelques années elles voient leur fréquentation augmenter de façon significative, devenant un événement incontournable du canton durant l'été. Pour la première fois, lors de l'édition 2019, un encierro est organisé lors de l'ouverture des fêtes.

## Politique et administration

### Administration municipale
Le nombre d'habitants au dernier recensement étant compris entre 500 et 1 499, le nombre de membres du conseil municipal est de 15.

### Liste des maires

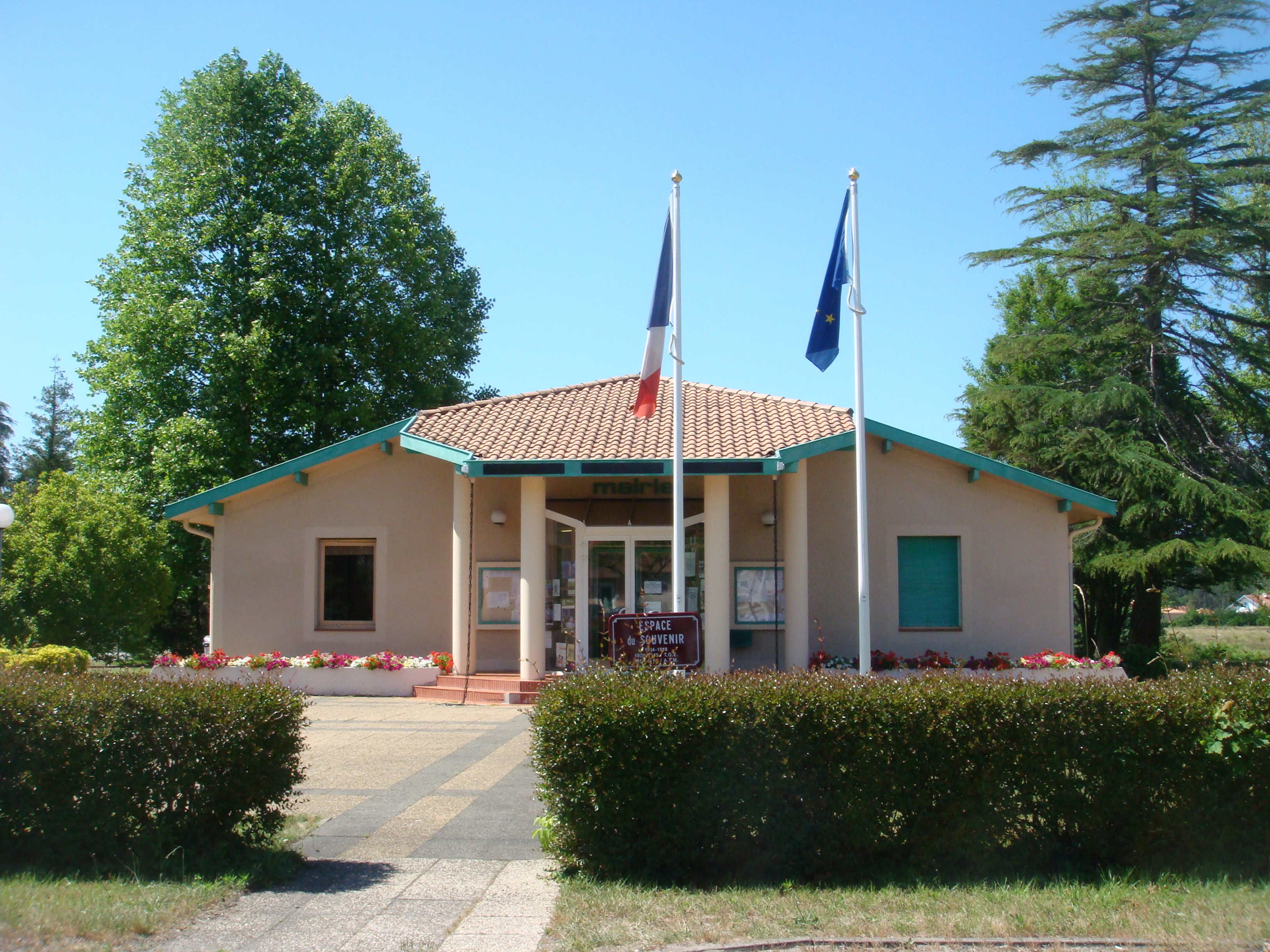
La mairie en juin 2012.

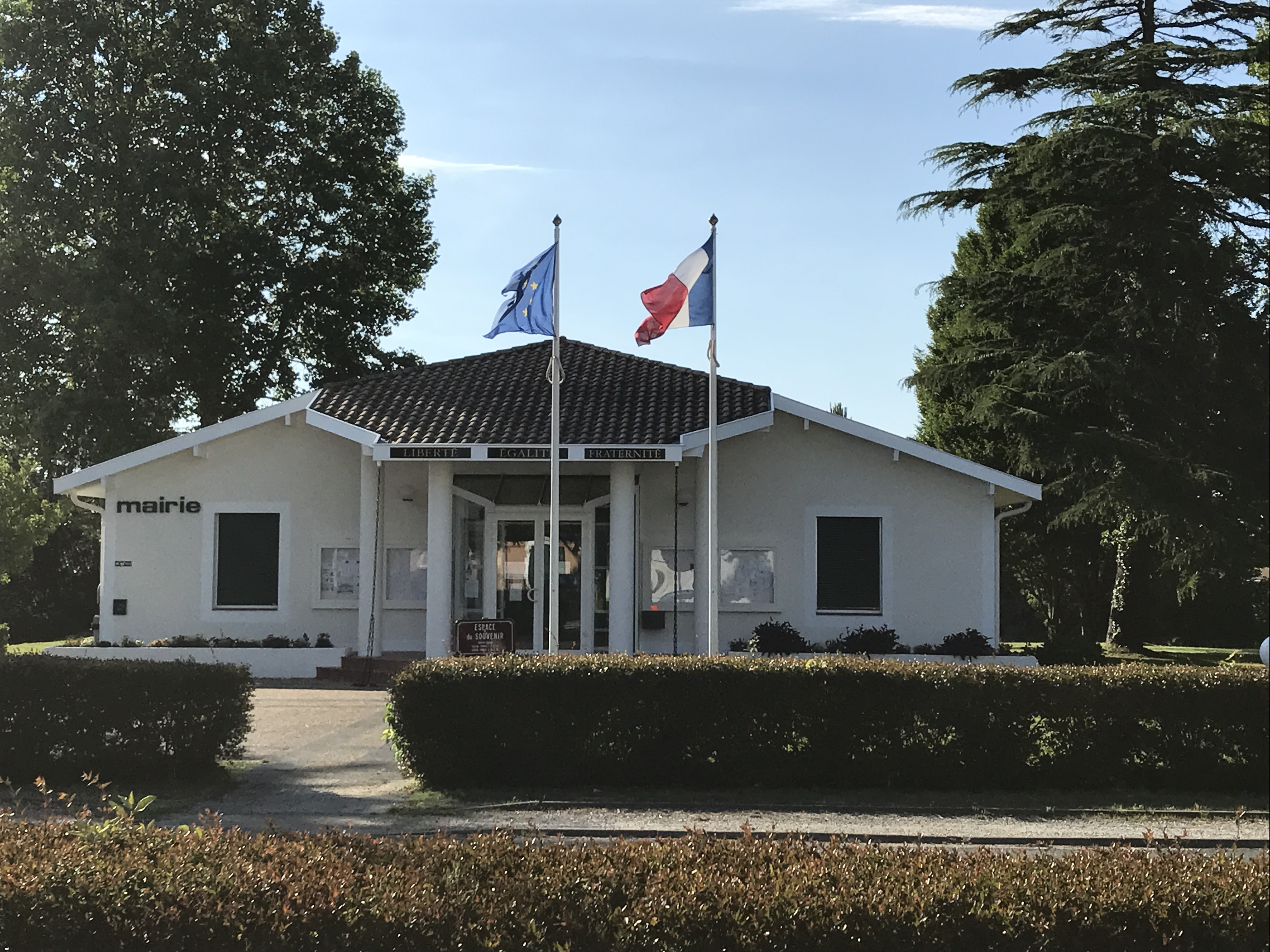
La mairie en juin 2017.

Comme dans de nombreuses communes, la liste des maires successifs est affichée à l'entrée de la mairie,.
Bias et les trois communes voisines de Aureilhan, Lit-et-Mixe et Pontenx-les-Forges ont la particularité que — pendant un siècle (1850-1950) — tous les maires de ces quatre communes appartenaient aux seules trois familles Berque, Gaston et Sargos.
De graves dissensions se font jour à partir de 2008 au sein du conseil municipal, ce qui bloque les affaires de la commune. Le maire est mis en minorité mais il reste en place et ne transmet au préfet que les délibérations qui lui conviennent. Compte tenu de cette situation, le préfet des Landes demande la dissolution du conseil municipal. Celle-ci est validée par le Conseil des ministres en mai 2011. L'ex-maire quitte la mairie en emportant plusieurs documents appartenant à la commune qu'il refuse de rendre malgré les injonctions du préfet. En août 2011, les conseillers municipaux doivent intenter une action en justice contre l'ancien maire.
Cette dissolution entraîne de nouvelles élections. Elles sont organisées le 5 juin 2011 pour le premier tour, par une délégation de trois personnes nommées par le préfet des Landes. Deux listes s'opposent : celle de l'ancien maire René Teulé, et celle de l'ex-premier adjoint, Alain Cousquer. La liste de ce dernier l'emporte dès le premier tour. Lors de la première réunion du conseil municipal qui suit cette élection, le 11 juin 2011, Alain Cousquer est élu maire à l'unanimité des voix.
Le 19 mars 2017, Alain Cousquer annonce publiquement qu'il démissionnera prochainement de ses fonctions de maire de Bias. De plus à la suite de la démission de cinq conseillers municipaux, une élection municipale partielle complémentaire est organisée le 2 juillet,.
| Période          | Période          | Identité                    | Étiquette | Qualité |
| ---------------- | ---------------- | --------------------------- | --------- | --- |
| 1790             | 1795             | Pierre Berque               |           | Marchand |
| 1795             | 1803             | Jean Gaston (père)          |           | Propriétaire |
| 1803             | 1809             | Jean Gaston (fils)          |           | Propriétaire |
| 1809             | 1821             | Antoine Dupouy              |           | |
| 1821             | 1832             | Jean-Marie Berque           |           | |
| 1832             | 1835             | Étienne Froustey            |           | |
| 1835             | 1860             | Barthélémy Berque           |           | Fabricant de résine |
| 1860             | 1885             | Jean-Pierre Alphonse Sargos |           | |
| 1885             | 1892             | Jacques Berque              |           | Propriétaire |
| 1892             | 1896             | Simon Gaston                |           | Aubergiste |
| 1896             | 1900             | Joseph Dousse               |           | |
| 1900             | 1944             | Henri Sargos                |           | Industriel, maire de Mimizan (1891-1900) Fils de l'ancien maire Jean-Pierre Alphonse Sargos, frère de Pierre « Léon » Sargos (1855-1944) maire de Lit-et-Mixe et oncle Roger Sargos (1886-1966) maire d'Aureilhan, Chevalier de l'ordre national de la Légion d'honneur |
| 1944             | 1945             | René Duvignau               |           | |
| 1945             | 1965             | Louis Lassalle              |           | |
| 1965             | 1977             | Simon Lassalle              |           | |
| 1977             | 1995             | Raoul Duvignau              | RPR       | Vice-président fondateur du District (communauté de communes de Mimizan) |
| 1995             | 31 décembre 2000 | Vincent Daret               | DVD       | Vice-président du District (communauté de communes de Mimizan) |
| 1er janvier 2001 | 31 janvier 2001  | Monique Froustey            | DVC       | L'intérim est assuré par la Maire-adjointe Monique Froustey |
| 1er février 2001 | 2001             | Vincent Daret               | DVD       | |
| 2001             | 12 mai 2011      | René Teulé                  | PCF       | Vice-président de la communauté de communes de Mimizan |
| 12 mai 2011      | 11 juin 2011     | Jacques Malicet             |           | L'intérim est assuré par une délégation spéciale nommé par le préfet |
| 11 juin 2011     | 24 juillet 2017  | Alain Cousquer              | PS        | Vice-président de la communauté de communes de Mimizan |
| 24 juillet 2017  | 3 août 2017      | Alain Biremont              | DVG       | L'intérim est assuré par le Maire-adjoint Alain Biremont |
| 3 août 2017      | En cours         | Élisabeth Etcheverria       | SE        | Vice-présidente de la communauté de communes de Mimizan |

## Démographie
L'évolution du nombre d'habitants est connue à travers les recensements de la population effectués dans la commune depuis 1793. Pour les communes de moins de 10 000 habitants, une enquête de recensement portant sur toute la population est réalisée tous les cinq ans, les populations de référence des années intermédiaires étant quant à elles estimées par interpolation ou extrapolation. Pour la commune, le premier recensement exhaustif entrant dans le cadre du nouveau dispositif a été réalisé en 2008.

En 2022, la commune comptait 787 habitants, en évolution de +9,61 % par rapport à 2016 (Landes : +5,78 %, France hors Mayotte : +2,11 %).
| 1793 | 1800 | 1806 | 1821 | 1831 | 1836 | 1841 | 1846 | 1851 |
| ---- | ---- | ---- | ---- | ---- | ---- | ---- | ---- | ---- |
| 118  | 106  | 107  | 122  | 147  | 154  | 169  | 173  | 180  |

| 1856 | 1861 | 1866 | 1872 | 1876 | 1881 | 1886 | 1891 | 1896 |
| ---- | ---- | ---- | ---- | ---- | ---- | ---- | ---- | ---- |
| 190  | 194  | 246  | 222  | 218  | 205  | 196  | 224  | 244  |

| 1901 | 1906 | 1911 | 1921 | 1926 | 1931 | 1936 | 1946 | 1954 |
| ---- | ---- | ---- | ---- | ---- | ---- | ---- | ---- | ---- |
| 244  | 233  | 252  | 244  | 240  | 235  | 215  | 229  | 251  |

| 1962 | 1968 | 1975 | 1982 | 1990 | 1999 | 2006 | 2008 | 2013 |
| ---- | ---- | ---- | ---- | ---- | ---- | ---- | ---- | ---- |
| 248  | 269  | 320  | 395  | 505  | 514  | 673  | 719  | 709  |

| 2018 | 2022 | - | - | - | - | - | - | - |
| ---- | ---- | - | - | - | - | - | - | - |
| 761  | 787  | - | - | - | - | - | - | - |

## Culture locale et patrimoine

### Lieux et monuments
- La maison de l'airial.
- L'église Saint-Michel et la Fontaine du Salut (ou Saint-Michel).

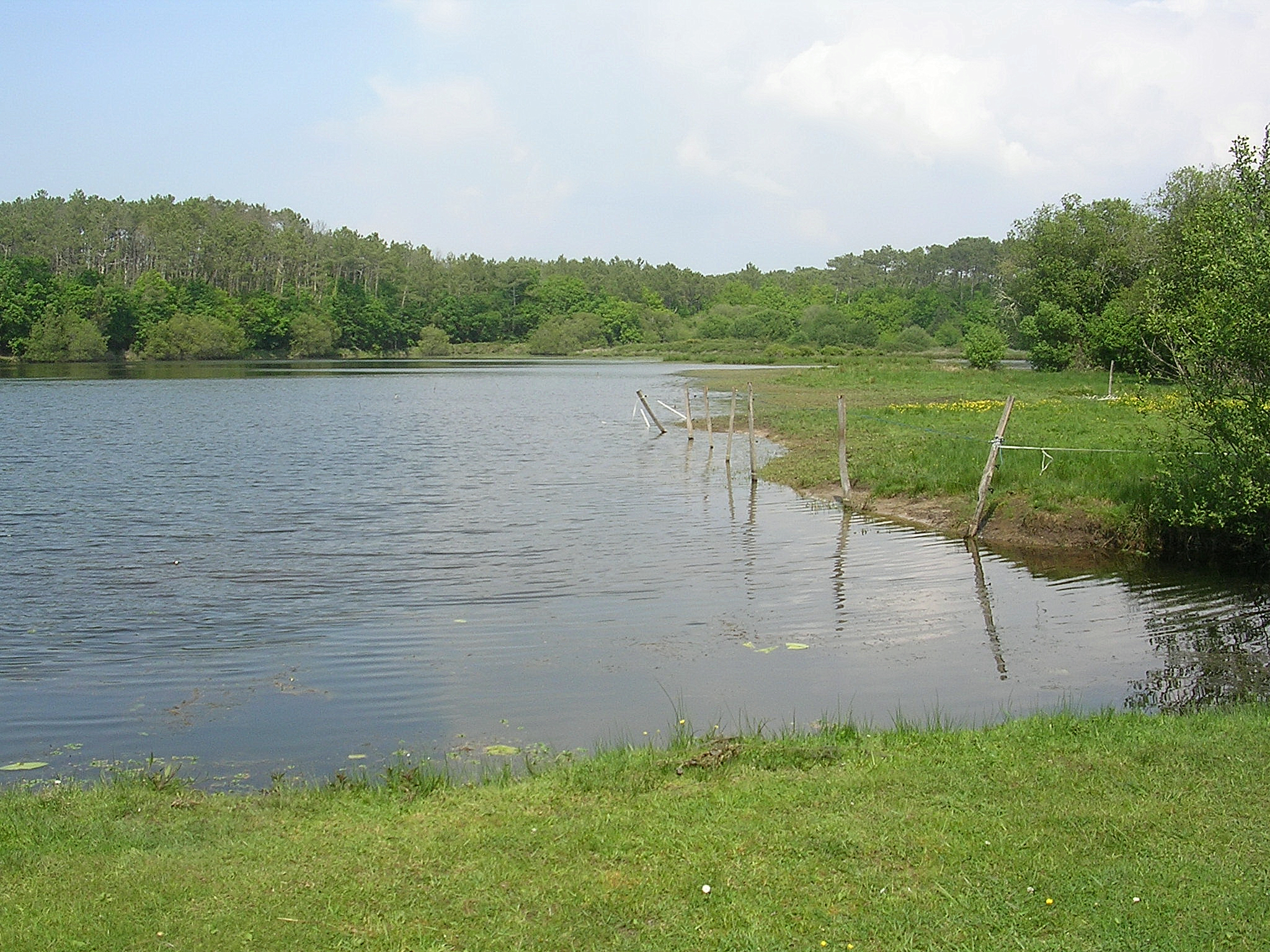
Étang de Bourg le Vieux.
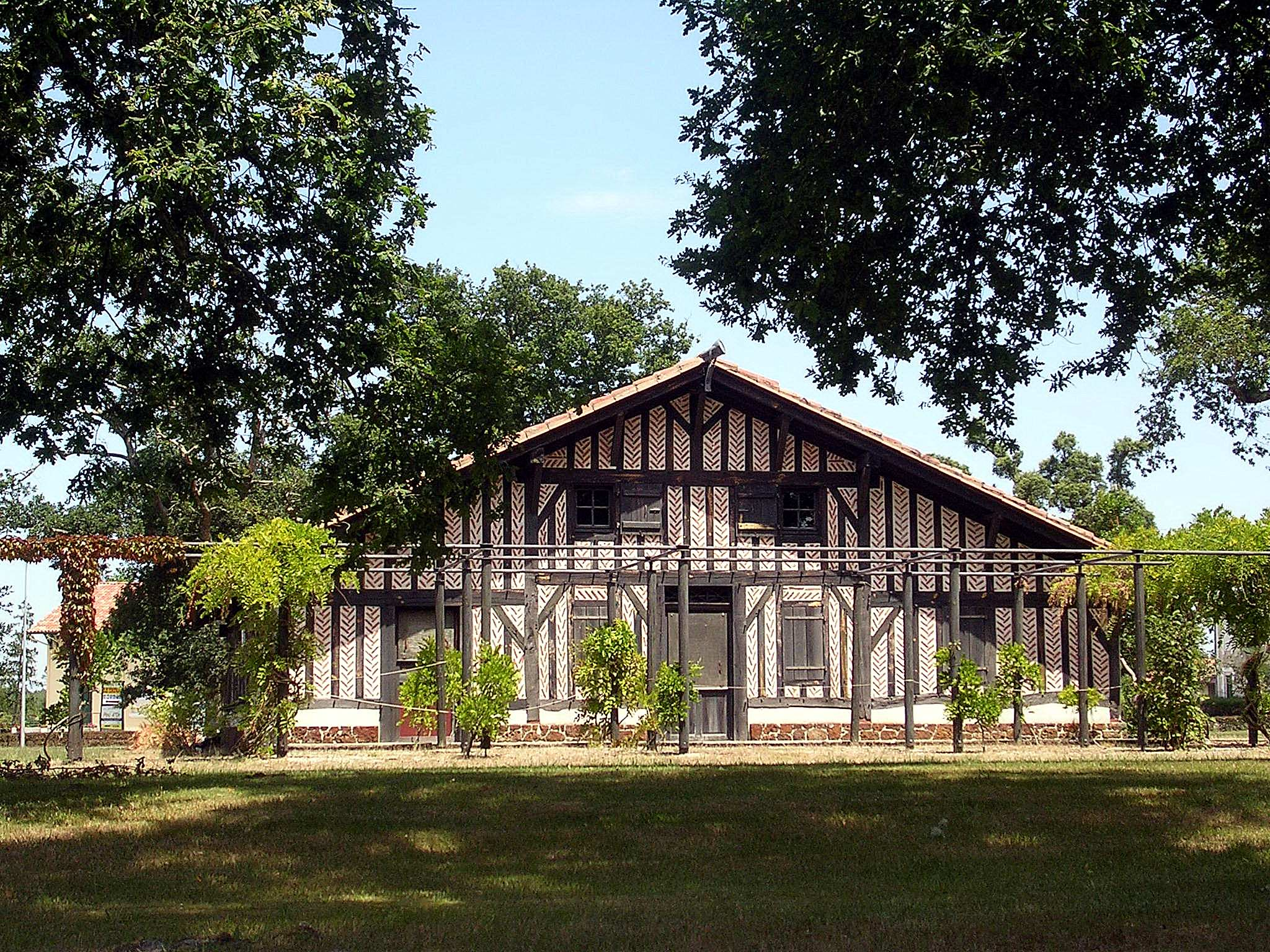
Maison de l'airial.
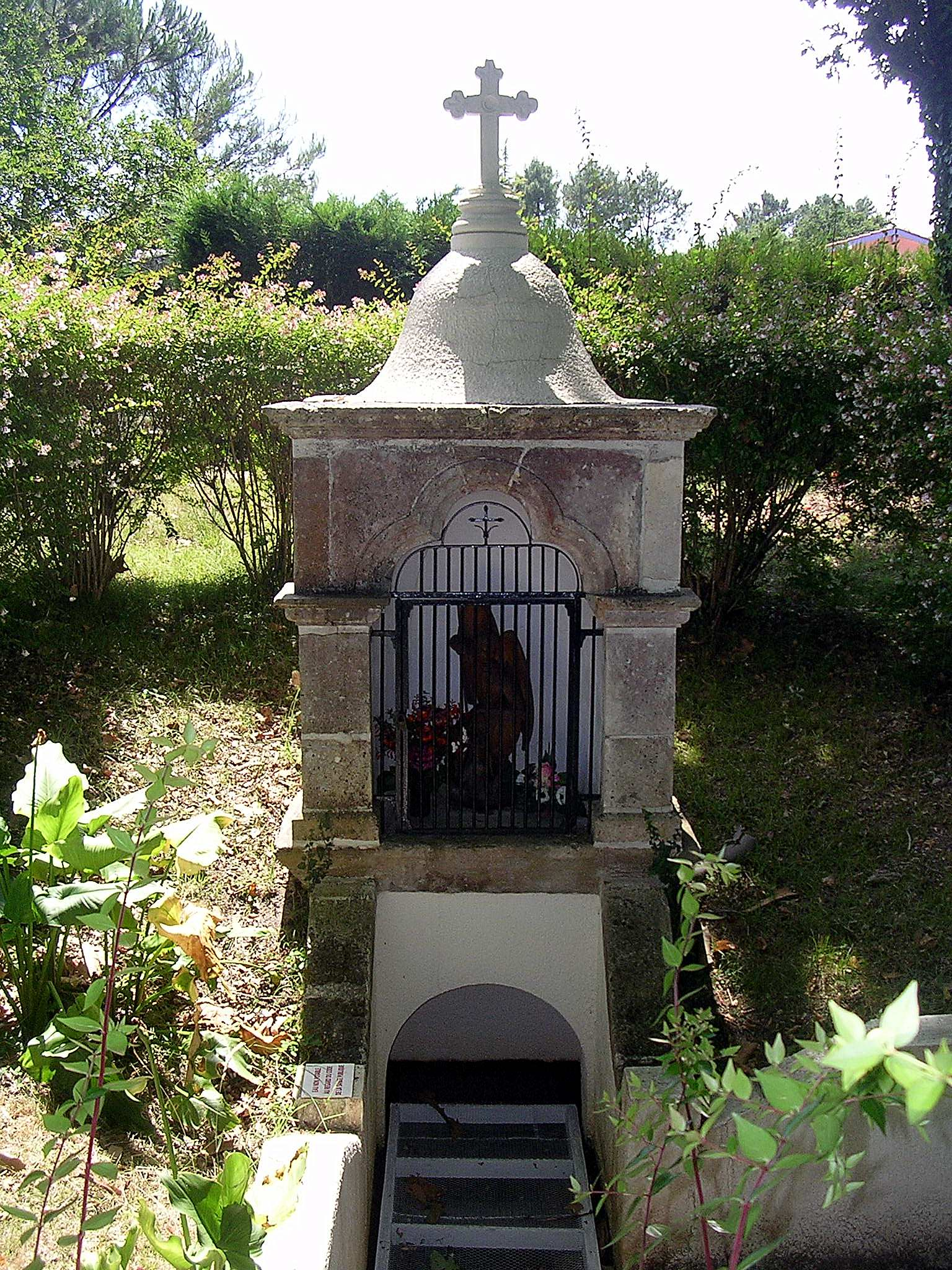
Fontaine Saint-Michel
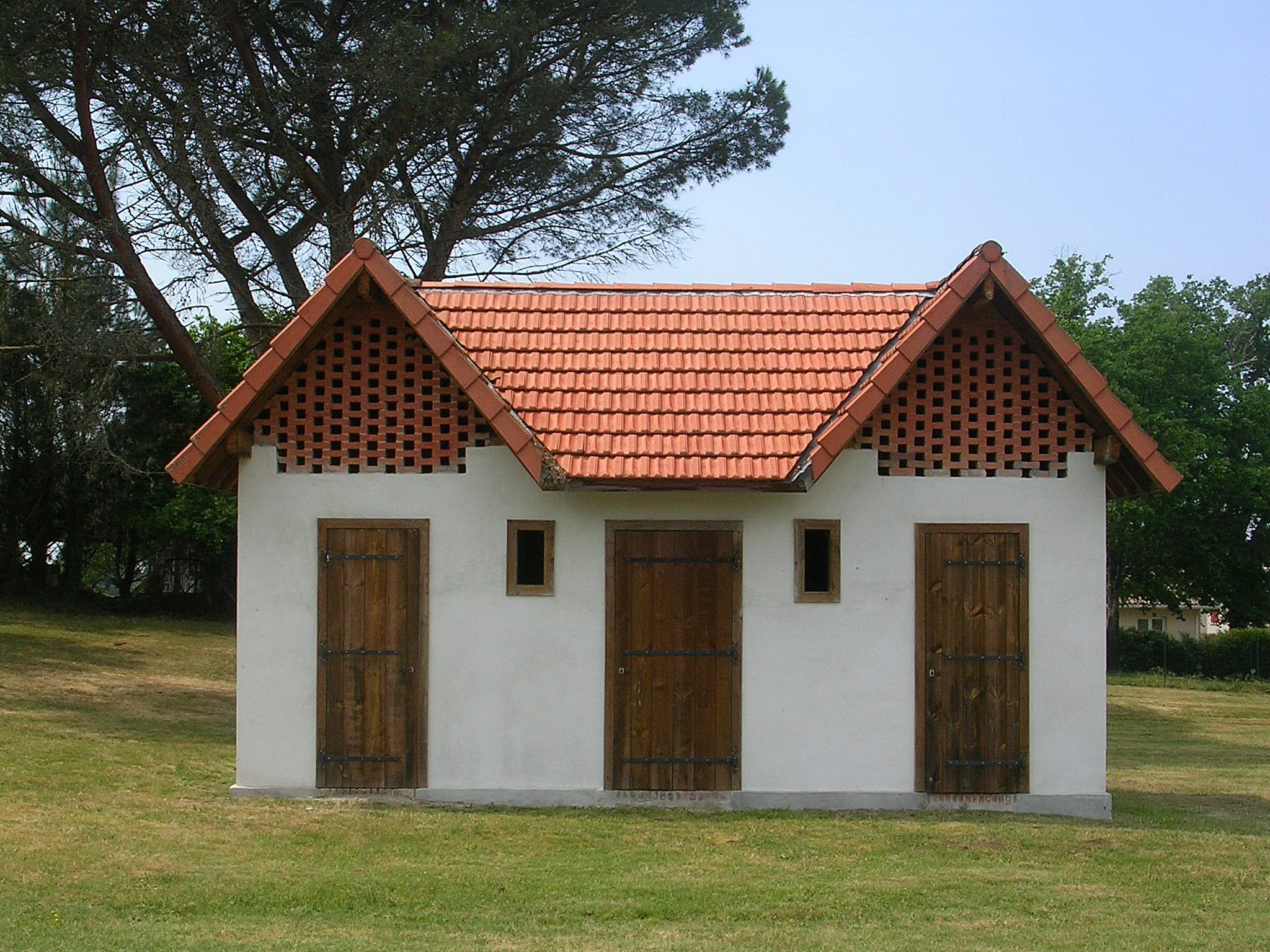
Ancien four à pain et pigeonnier (XIXe siècle).
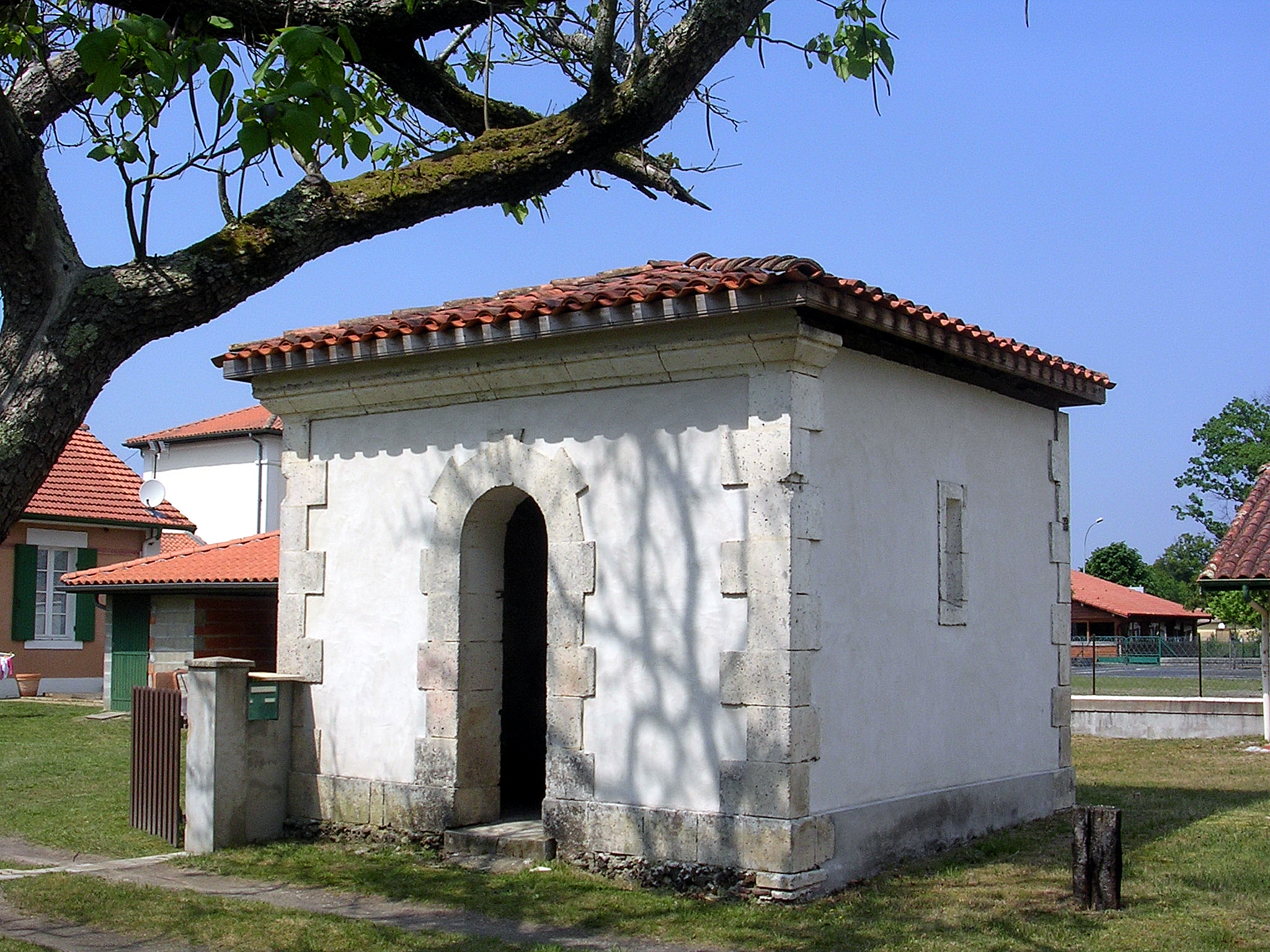
Ancienne prison (XIXe siècle).

### Personnalités liées à la commune
- Claude Contis né le 15 janvier 1939 à Bias. Joueur de rugby à XV. Finaliste du championnat de France de rugby à XV en 1961, 1963 et 1966 avec l'Union sportive dacquoise. Troisième ligne centre (1,8 m ; 86 kg).